# Vanessa Kamga
Vanessa Kamga (* 19. November 1998 in Vilhelmina) ist eine schwedische Diskuswerferin, die gelegentlich auch im Kugelstoßen an den Start geht. Aktuell ist sie Inhaberin des Landesrekordes im Diskuswurf.

## Sportliche Laufbahn
Erste internationale Erfahrungen sammelte Vanessa Kamga im Jahr 2017, als sie bei den U20-Europameisterschaften in Grosseto im Kugelstoßen mit 13,67 m in der Qualifikation ausschied und im Diskusbewerb mit einer Weite von 45,07 m auf Rang elf gelangte. Im Jahr darauf qualifizierte sie sich erstmals für die Europameisterschaften in Berlin, gelangte dort mit 54,88 m aber nicht bis in das Finale. 2019 wurde sie bei den U23-Europameisterschaften im heimischen Gävle mit 55,48 m Fünfte und nahm auch an den Weltmeisterschaften in Doha teil, bei denen sie aber mit 55,87 m in der Qualifikation ausschied. 2022 verpasste sie bei den Europameisterschaften in München mit 51,66 m den Finaleinzug und im Jahr darauf schied sie bei den Weltmeisterschaften in Budapest mit 60,02 m ebenfalls in der Vorrunde aus.
2024 gelangte sie bei den Europameisterschaften in Rom mit 60,62 m auf den neunten Platz. Anschließend belegte sie bei den Olympischen Spielen in Paris mit 65,05 m im Finale den fünften Platz, nachdem sie in der Qualifikationsrunde mit 65,14 m schwedischen Landesrekord geworfen hatte.
In den Jahren 2017 und 2018 sowie 2020, 2022 und 2024 wurde Kamga schwedische Meisterin im Diskuswurf.

## Persönliche Bestleistungen
- Kugelstoßen: 17,31 m, 5. Februar 2024 in Falun
- Diskuswurf: 65,14 m, 2. August 2024 in Paris (schwedischer Rekord)